# Pseudlithosia
Pseudlithosia là một chi bướm đêm thuộc họ Crambidae.